# Wells (efternamn)
Wells är ett engelskt efternamn.

## Personer med efternamnet Wells

### Födda på 1500-talet
- Swithun Wells (ca 1536-1591) engelsk romersk-katolsk konvertit och martyr, helgonförklarad

### Födda på 1700-talet
- William H. Wells (1769-1829) amerikansk senator för Delaware
- Nathaniel Wells (1779-1852) Englands förste svarte sheriff

### Födda på 1800-talet
- Samuel Wells (1801-1868) amerikansk politiker, guvernör i Maine
- John S. Wells (1803-1860) amerikansk senator och delstatsminister
- James Madison Wells (1808-1899) amerikansk politiker, guvernör i Louisiana
- Marcus Morris Wells (1815-1895) amerikansk baptistisk sångkompositör och textförfattare
- Thomas Spencer Wells (1818-1897) engelsk kirurg
- Heber Manning Wells (1859-1838) amerikansk politiker, guvernör i Utah
- H.G. Wells (1866-1946) engelsk science fiction-författare
- Alice Wells (1873-1957) amerikansk pionjär som kvinnlig polis
- Willi Wells (1884-1951) dansk revyartist
- Matt Wells (1886-1953) engelsk boxare

### Födda på 1900-talet
- Fay Gillis Wells (1908–2002), amerikansk flygpionjär
- Helen Wells (1910–1986), amerikansk författare, mest känd för Cherry Ames-böckerna
- Kitty Wells (1919–2012), amerikansk countrysångerska
- Mary Wells Lawrence (född 1928), amerikansk reklamskapare
- Dawn Wells (1938–2020), amerikansk skådespelare
- Danny Wells (1941–2013), kanadensisk skådespelare
- Mary Wells (1943–1992), amerikansk sångerska
- Wayne Wells (född 1946), amerikansk brottare
- Allan Wells (född 1952), brittisk löpare
- Rebecca Wells (född 1952), amerikansk författare
- John Wells (född 1956), amerikansk TV- och filmman
- Robert Wells (boxare) (född 1961), engelsk supertungviktsboxare
- Tori Wells (född 1967), amerikansk porrskådespelare
- Robert Wells (född 1962). svensk pianist
- Rhoshii Wells (1976–2008), amerikansk boxare
- Dan Wells (född 1977), amerikansk skräckförfattare
- Matthew Wells (född 1978), amerikansk landhockeyspelare
- Kellie Wells (född 1982), amerikansk häcklöpare
- Kelly Wells (född 1984), amerikansk porrskådespelare

### Levnadsår okänt
- Alice Wells (biolog)
- Doreen E. Wells, biolog
- John W. Wells, biolog
- Kenneth Wells, biolog
- Kentwood D. Wells, biolog
- Marion Robert Wells, biolog
- Philipp Vincent Wells, biolog
- Richard W. Wells, biolog
- Bertram Whittier Wells, biolog